# 唐飛
唐飛（1932年3月15日—），中華民國空軍一級上將、政治人物，生於江蘇省太倉縣，無黨籍，曾為中國國民黨籍，現任臺灣前途展望協會理事長、中華戰史文獻學會理事長，曾任駐美國武官、駐南非武官、空軍499聯隊長（二聯隊長）、空軍官校校長、空軍總司令、參謀總長、國防部部長、行政院院長，是第一位空軍出身的國防部部長，也是繼陳誠與郝柏村之後，第三位曾任參謀總長的行政院院長。

## 生平

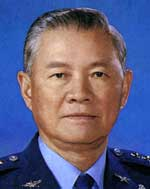
唐飛一級上將軍裝照

### 軍旅生涯
12歲加入空軍幼校，空軍軍官學校32期畢業後後曾在陸戰隊輕航空隊擔任飛行員擔任偵查員(L-19)式飛機，是一種有前座和後座可作聯絡通訊指揮用的輕型單引擎飛機上有兩位飛行員(1952年)。擔任F-104戰機飛行員時，駕駛飛機參加1964年雙十國慶閱兵，目睹到僚機駕駛林鶴聲少校等人的死亡，遂下令整機隊保持無線電靜默而穩定軍心。早年長期代表中華民國在南非等駐外使館擔任武官，以思想開放與西化在同期將領中顯得相當突出。李登輝繼任總統後，升任唐飛為國防部督察室二級上將主任，郝柏村辭去行政院長後，唐飛又獲升任空軍總司令，一級上將參謀總長。李登輝執政後期，升任國防部長。唐飛軍事經歷顯示1990年代後期中華民國從陸軍主導走向空軍優先的軍事路線，陸軍掌權的傳統逐漸削弱。

### 扁政府閣揆
2000年3月29日，當選總統不久的陳水扁決定任命唐飛為扁政府的首位閣揆，由於藍綠之間的內閣人事權協商破局，唐飛接受國民黨停權但保留黨籍組閣。
2000年4月16日，唐飛接受胸腺瘤切除手術住進台北榮民總醫院，經過兩週住院療養後，在4月29日出院。
2000年5月20日，就職成為政府遷臺以來繼陳誠、蔣經國、郝柏村後第四位將領出身之行政院長，繼陳誠、郝柏村後第三位曾任軍人與文官最高職務（參謀總長、行政院長）的人。
2000年10月6日，因國民黨支持續建核四，與當時政策主張廢除核四的民進黨相違背；總統陳水扁通知唐飛准辭（曾於9月退回其提出的辭呈），在任僅139天，是政府遷台以來任期第二短的閣揆（僅長於張善政，任期僅109天）。

### 卸職後情況

#### 2000年卸任閣揆時
唐飛卸任後曾言：「不在其位，不謀其政」，婉拒接受總統陳水扁安排有給職的總統府資政，也沒有要“總統府”派的公用車，他只搭計程車、捷運到處跑，親自探索社會底層的溫度變化。他鎖著眉心說，以前計程車司機最喜歡談政治，支持民進黨居多，從計程車司機閉口不談政治，甚至開口就罵民進黨，就知道不一樣了。 不久唐飛赴美實踐其想當學生唸書的想法，旅居美國休養（其子定居於南加州洛杉磯郡喜瑞都）。2001年唐飛未參加黨員重新登記，退出國民黨。

#### 2004年總統大選時痛批中共
2004年5月，唐飛在美國加州演講時說：「這次選舉所發生的所有的事，給臺灣社會和青年做了一個最壞的示範，人與人之間、民眾對政黨、對政府的信任都破壞了。」「陳水扁總統即便在5月20號就職演說重提四不，四不就是指，不宣佈獨立，不以公投決定統獨，不將兩國論路線，及不改變國號等，甚至用其他緩和的言詞，可是臺灣的信用已經受損，北京和華盛頓，恐怕不會輕易地接受。」而另一方面，唐飛也痛批中共，要中共改變思維，否則真的會逼出台灣共和國，唐飛說：「中共對臺灣一味地封殺，阻攔或者威脅，只有使臺灣人民離大陸越來越遠。中共必須瞭解一個簡單的道理，如果讓中華民國無路可走，就會逼出一個台灣共和國出來。」

#### 2007年重返政壇
2007年6月，唐飛重出政壇，號召中間選民。2007年9月15日，唐飛與商界聞人王文洋、昔日部屬劉立倫等成立台灣前途展望協會並自任理事長，對當時政黨惡鬥提出個人看法。

#### 2008年總統大選時的主張
2008年，初返政壇的唐飛主張新總統應來自國會最大黨，政治責任才會明確，受到極大的矚目。對這樣的話，民進黨不假思索就認為唐飛是在替國民黨助選；但唐飛受訪時，他小心翼翼，不願去碰觸這個敏感議題。不過最後還是忍不住說：「陳水扁這8年最失敗的地方就是權力一把抓。」「濫用權力，濫用到最後……」
除了民進黨高層那幾個人，唐飛堪稱是綠營圈外最了解陳水扁行事風格的人。140天只是他擔任行政院長的日子，還不包括2000年陳水扁當選到520就職這2個月的密集接觸。陳水扁怎麼決策、怎麼做事、怎麼用人，包括扁呂怎麼互動，唐飛從旁看得一清二楚。 他觀察，民進黨、陳水扁的很多問題是制度使然。為什麼扁政府會“童子軍治國”？唐飛認為，民進黨中生代像陳水扁、謝長廷這些人，競爭非常激烈，陳水扁坐上大位之後不敢用跟他平輩的人，只好用“童子軍”，在總統府也接觸不到外面的世界，幕僚又都在行政院，很多事情都是想到做到，聽到就拍板。
唐飛和許多平民百姓一樣，唐飛對扁政府後來的腐敗，感觸良多。但他感嘆地認為，那不是扁政府才開始，國民黨執政時，李登輝擔任總統後期，就已經是這樣；到了民進黨執政，上行下效，愈來愈嚴重。 

#### 2010年旅遊時重病
2010年8月，唐飛到中國大陸旅遊，搭直升機遊長白山，因年紀大爬長白山不慎感冒，在機上略感不適，下機後全身發冷，曾到當地診所就醫，但兩天后發燒到39度並感畏寒、頭痛、無力，再住進大連大學附設中山醫院，發現雙肺浸潤、呼吸衰竭，誘發退伍軍人症併發急性肺炎，在台北感染肺炎，住進台北榮總加護病房治療，住院47天，在家休養9個月。

#### 2013年洪仲丘事件
2013年，一名義務役士官洪仲丘在軍中遭到體罰而死亡，引爆全臺民眾穿著白衫，示威抗議，唐飛接受電視媒體專訪時指出，抗議群眾之所以會敵視軍人，「國防部自己要檢討」，他認為洪仲丘案暴露出軍法審判似乎受到一些干擾，「並沒有完全獨立處理」，給社會惡劣印象。不過，對於該案促使軍審法修法，唐飛也直言：「我敢大膽講，就是草率，完全是政治操作，在所有配套、做法都沒有去規劃之前，就把它（軍檢）轉移過去了」。

#### 2016年雄風三型反艦飛彈誤射事件
唐飛受訪時感嘆，近幾年軍隊士氣低落到谷底，一遇事幾乎每個人都想打國軍一棍，扁、馬任總統16年間，撤換了多少國防部長、撤換了多少行政院長，「換人不能解決問題，在真正的問題沒有釐清前，輕易要人下台無助於真正檢討，國家還需要國軍保衛，應該少去喧喧嚷嚷，務實檢討問題。」
對於近年外界一直質疑國軍軍紀不彰，唐飛認為問題在於發生事情後做的處置是否有效，如果檢討有成效應可扭轉軍紀問題，如果還持續發生就表示沒有找到真正的原因。

## 相關著作
- 2011年8月16日，台北和平之春：閣揆唐飛140天全紀錄

## 駕駛機型
- 唐飛先生在自己的著作《從飛行員到上將之路》中，自言曾經駕駛過七種空軍機型：

1. P-47戰鬥機(當時稱F-47戰鬥機)
2. L-19偵察機(後改稱O-1G空中管制機)
3. T-33教練機
4. F-86軍刀戰鬥機
5. F-100超級軍刀戰鬥機
6. F-104星式戰鬥機
7. F-5戰鬥機

## 逸聞
唐飛曾就國軍20多年來的軍事改革發表回憶錄意見：「我服務期間，首要的工作目標（精實案、精進案），是希望把人員維持費壓低到50％以下，因為國防預算不夠，員額需求要不要這麼多、這麼大兵力在那裡？那時內部對於十年兵力整建精實案有抗拒，推動已經很不容易才往前推，十年兵力整建沒有成功，於是精實案針對那個抗拒的原因來調整，不僅僅是這個因素，希望把組織精減，把高層、作戰部隊以上的單位減化，還沒能想到大規模陸、海、空軍單位人數降低，沒有人敢談，只要精實案按原來計畫推動了，能達到原來目標。」「當時精實案，我覺得方向上有錯誤，第1個，當時的口號，要把高司單位冗員裁掉，我承認有冗員，但那時候冗員是將官太多，校官裡的中上校還差不多，少校、上尉以下是缺的，編制人員趕不上，特別是士官。」